# Droga I/27 (Czechy)
Droga krajowa 27 (cz. Silnice I/27) – droga krajowa w Czechach. Arteria biegnie od miejscowości Dubi, gdzie krzyżuje się z drogą krajową nr 8 przez Most, Pilzno i Klatovy do dawnego czesko-niemieckiego przejścia granicznego w miasteczku Železná Ruda. Na południe od Pilzna trasa stanowi element trasy europejskiej E53. Na kilkukilometrowym odcinku w rejonie Mostu droga biegnie wspólnym śladem z drogą krajową nr 13. Arteria jest jedną z ważniejszych dróg zachodnich Czech. Na całej swej długości jest jedno-jezdniowa. Wyjątek stanowi wylot z Pilzna w kierunku węzła z autostradą D5.